# Đông Hưng, An Giang
Đông Hưng là một xã thuộc tỉnh An Giang, Việt Nam.

## Lịch sử
Đông Hưng A là một xã có truyền thống cách mạng từ lâu đời, nằm cách trung tâm huyện khoảng 11 km, có diện tích tự nhiên là 3.476 ha, được chia làm 8 ấp với 56 tổ tự quản. Địa bàn tuy hẹp nhưng có nhiều kênh rạch chia cắt chằng chịt nên việc đi lại rất khó khăn. Tổng số dân trong toàn xã là: 7.388 người với 1.830 hộ.
Ngày 18 tháng 3 năm 1997, Chính phủ ban hành Nghị định 23-CP về việc thành lập xã Đông Hưng A trên cơ sở 3.364 ha diện tích tự nhiên và 7.091 người của xã Đông Hưng.
Xã Đông Hưng được thành lập ngày 16 tháng 6 năm 2025 theo Nghị quyết số 1656/NQ-UBTVQH15 của Ủy ban Thường vụ Quốc hội trên cơ sở sáp nhập toàn bộ diện tích tự nhiên, quy mô dân số của xã Vân Khánh Đông và xã Đông Hưng A, huyện An Minh, tỉnh Kiên Giang . Xã này chính thức hoạt động từ ngày 01 tháng 7 năm 2025.
Trong khi đó, xã Đông Hưng (cũ) và xã Đông Hưng B cùng với thị trấn Thứ Mười Một sáp nhập thành xã mới có tên gọi là xã An Minh.

## Kinh tế - xã hội
Kinh tế của xã là nông nghiệp, đời sống của người dân còn gặp nhiều khó khăn, thu nhập chính của nhân dân chủ yếu dựa vào cây lúa. Những năm gần đây đời sống kinh tế tuy có nâng lên nhưng nhìn chung vẫn còn thấp so với các xã trong huyện.

### Giáo dục
Xã có 3 trường học: 
- Trường trung học cơ sở ở ấp Hưng Lâm
- Trường TH Đông Hưng A1 ở ấp Rọ Ghe
- Trường TH Đông Hưng A2 ở ấp Xẻo Đôi.